# 마셜 앰플리피케이션

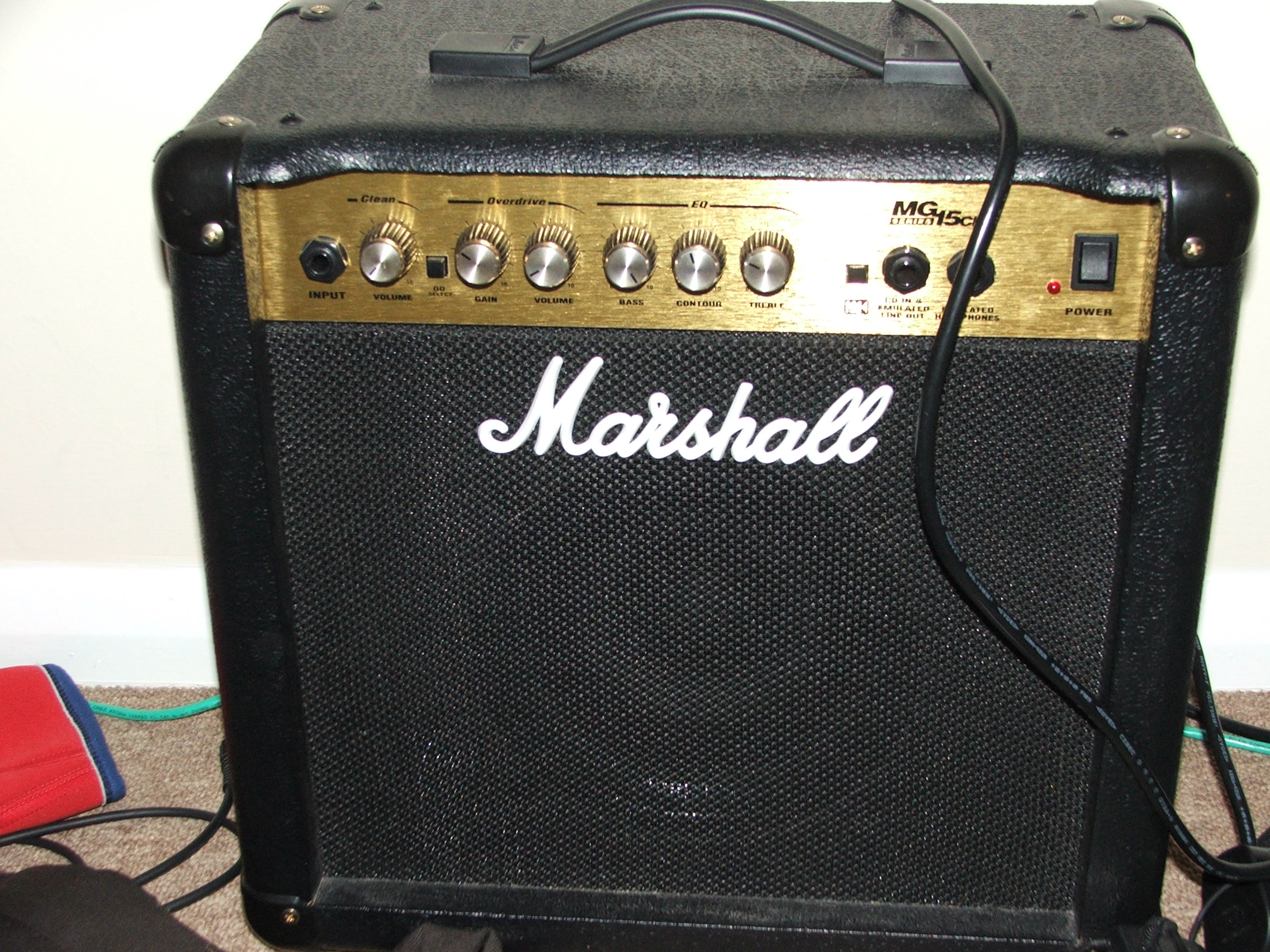
마셜 앰프

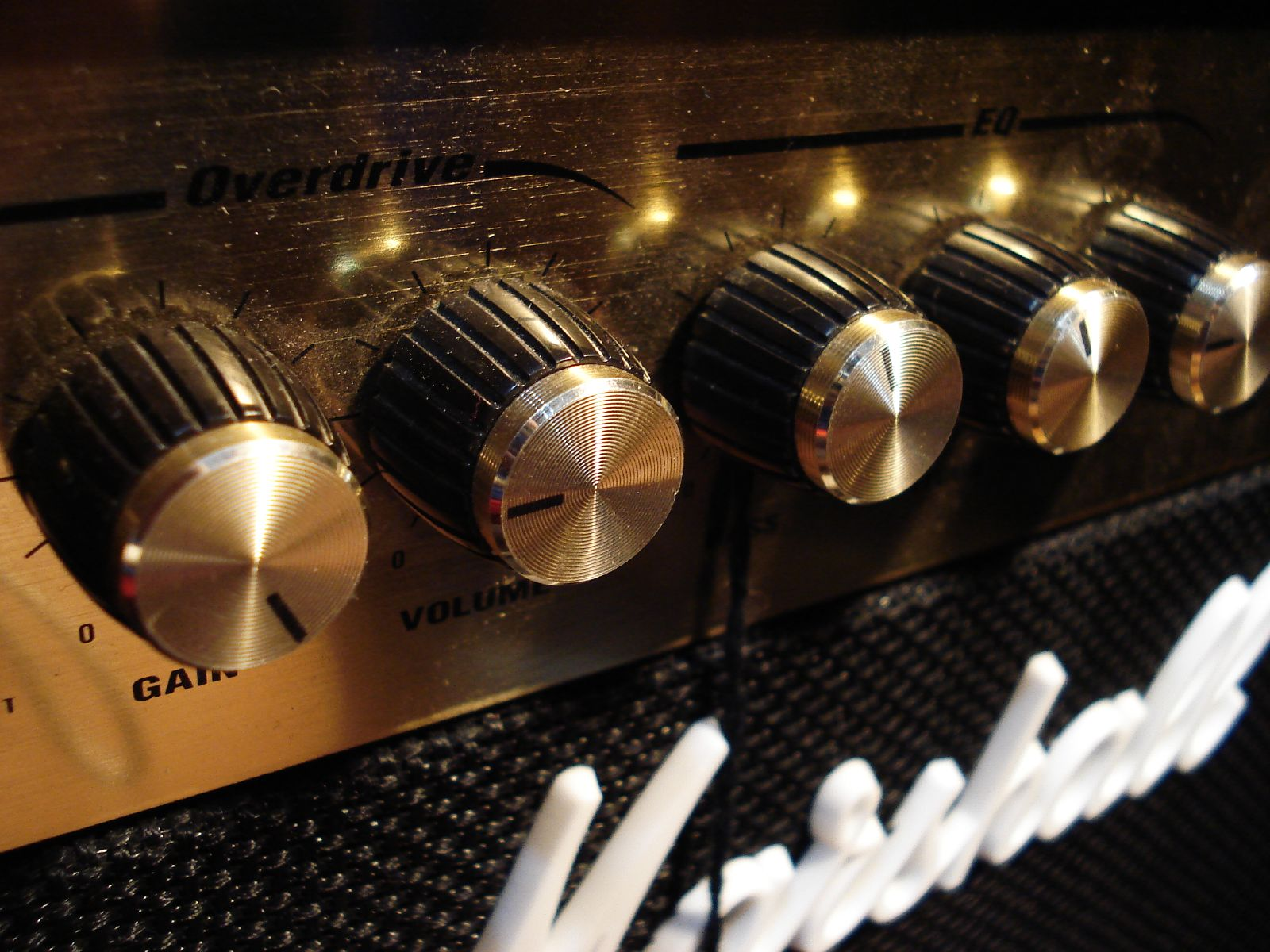
마셜 앰프

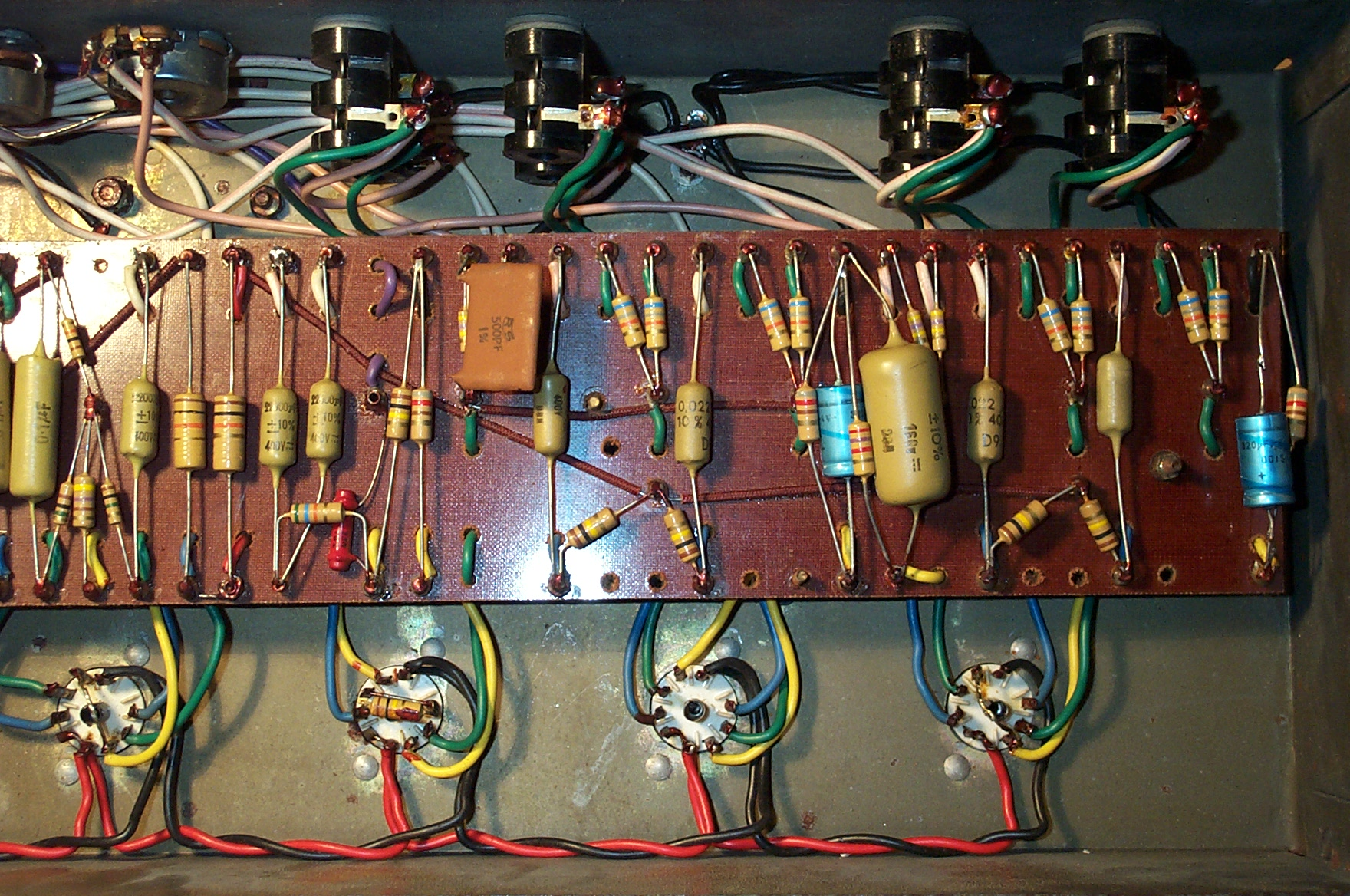
마셜 앰프 내부. 프리앰프 스테이지

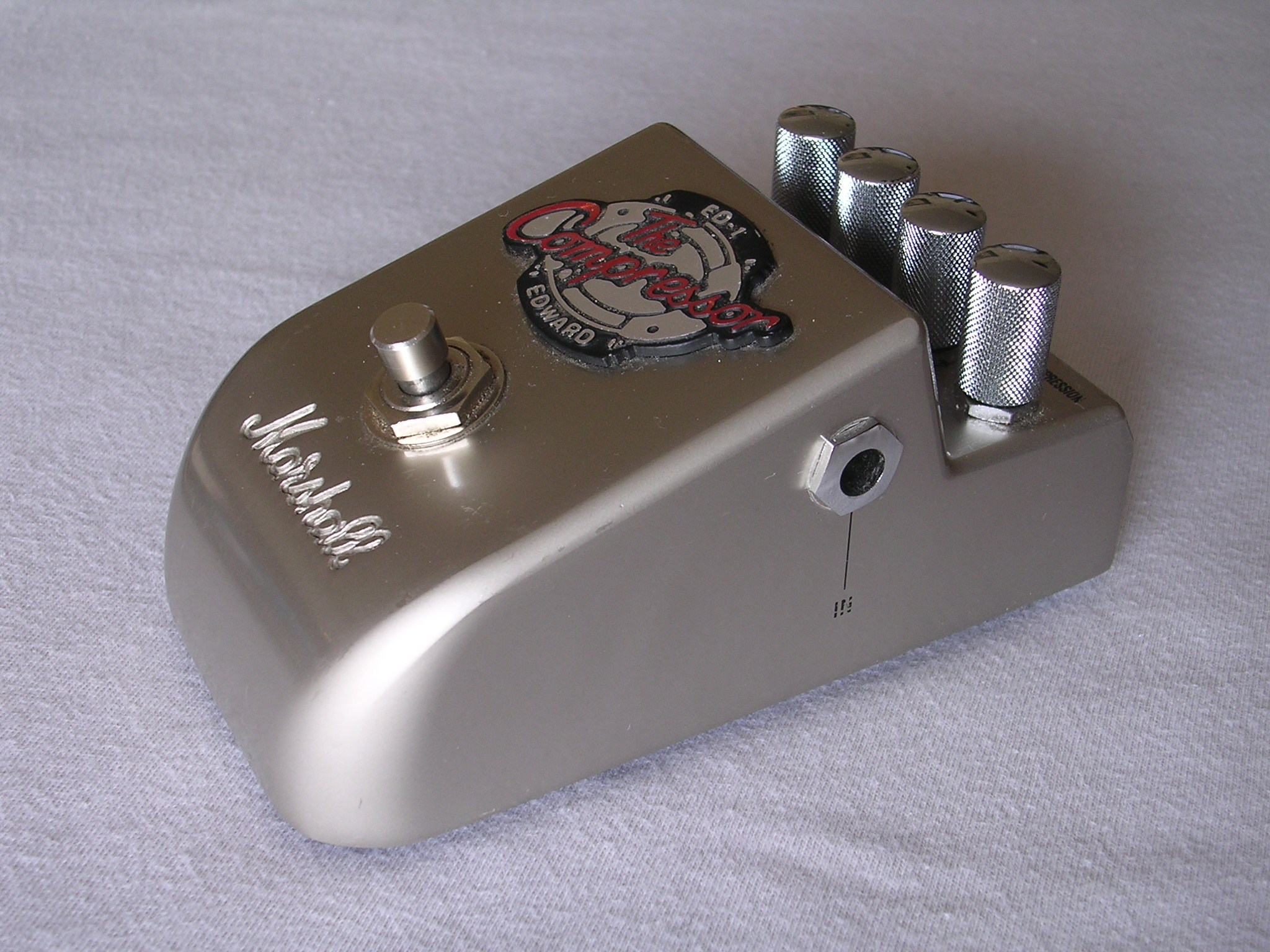
마셜 제 컴프레셔

마셜 앰플리피케이션(Marshall Amplification)은 전자 기타 앰플리파이어를 설계/제조하는 영국의 회사이며, 마셜 앰프는 마셜 앰플리피케이션이 설계 및 제조하는 앰플리파이어들을 말한다. 마셜 앰프는 기타 연주자 사이에 매우 인기가 높다. 예를 들어 깁슨 레스폴이나 펜더 스트라토캐스터 등의 기타와 마셜 스택 앰프가 어우러져 내는 소리 및 그 광경은 대중문화 내의 상징적인 이미지라 할 수 있다. 마셜 앰프는 원래는 펜더 악기 회사의 앰프를 카피해서 만든 것이었다. 하지만 곧 더 "무거운" 사운드를 찾는 기타리스트들의 취향에 맞추어 소정의 형질 변경을 가하였다.
다른 전문가 레벨의 앰프들과 마찬가지로, 마셜 앰프는 진공관, 프리앰프, 파워앰프 스테이지를 아직도 사용하고 있다. 고체 상태(solid state)의 부품(트랜지스터)들을 사용하는 대신 말이다. 하지만 마셜은 저렴한 가격의 고체 상태 혹은 하이브리드 형태의 앰프를 생산하고 있기도 하다.
"밸브 앰프"(진공관 앰프, 북미에서는 "튜브 앰프"(tube amplifiers)라고 불린다.)는 일반적으로 트랜지스터 앰프에 비해서 "따뜻한" 사운드를 내는 것으로 알려져 있다. 특히 오버드라이브를 할 때 그렇다; 포화 레벨과 컷-오프 레벨에서의 시그날을 급격히 클리핑하는 것이 아니라, 시그날을 부드럽게 둥그스럽게 잘라낸다. 또한 진공관 앰프는 트랜지스터 앰프와는 다른 하모닉 효과를 낸다. (트랜지스터 앰프와 진공관 앰프의 차이는 진공관 사운드 항목을 참고하라.) 비록 기술이 발전하더라도, 가장 인기있고, 가장 소리가 멋있고, 가장 비싼 앰프는 쓸모 없게 된 기술을 사용하는 앰프인 것이다. 마셜 1959SLP나 JCM800 앰프는 대중 음악에 있어서 가장 인지도가 높다. 항상 최신의 앰프에 대한 수요와 함께 구식의 앰프에 대한 수요가 꾸준히 있어 왔다. 마셜 1959SLP나 JCM800 앰프는 앰프 중에 가장 비싼 앰프로 간주되고 있다.

## 역사
1960년대 초반 짐 마셜(Jim Marshall)은 런던 핸월(Hanwell)에 처음으로 가게를 냈는데, 드럼, 심벌, 드럼 관련 액서사리 등을 파는 가게였으며, 그는 드럼도 가르쳤다. 마셜 유한회사는 후에 확장 개업하면서 기타와 앰프도 팔기 시작하였다. 당시는 미국에서 수입되는 펜더 앰프가 가장 인기있던 시기였다. 펜더 앰프는 기타리스트들과 베이스 연주자들 사이에서 매우 인기있었다. 하지만 매우 비쌌다. 짐 마셜은 싼 값에 동일한 제품들을 만들 수 있겠다고 생각했다. 그는 켄 브란(Ken Bran)의 협력을 얻었다. 그 둘은 4x10" 펜더 베이스맨이 펜더 앰프 중 가장 소리가 좋다고 결론지었다. 망가지지 않게 조심하면서, 이 앰프를 배끼기 시작하였다. 그들의 처음 몇몇 제작품은 거의 펜더 베이스맨과 똑같았다. 차이점이라고 해봐야 미국-산 트랜스포머와 군수품 5881 파워 진공관들이었다. 이후 차이점은 캐비닛에서 생겨났다. 짐 마셜은 앰플리파이어와 스피커 캐비닛을 분리하기로 마음 먹었다. 처음에는 베이스 앰프를 원했기 때문에, 짐 마셜은 베이스맨의 10 인치 얀센(Jensen) 스피커 및 뒤쪽이 열린 캐비닛 대신, 12 인치 셀레스톤(Celeston)스피커와 뒤쪽이 닫힌 캐비닛을 만들어냈다. 이 새로운 앰프는 짐 마셜과 그의 아들 테리 마셜(Terry Marshall)의 이름을 따 "JTM45"라고 이름지어졌다. "45"가 붙은 것은 이론적으로 45W 파워를 냈기 때문이다.
제조 단가를 낮추기 위해, 짐 마셜은 곧 영국에서 부품을 조달하기 시작하였다. 다그날(Dagnall)이나 드레이크(Drake)가 제조한 변압기 부품을 쓰기 시작하였다. 미국에서 흔히 쓰이던 6L6 진공관 대신 마르코니-오스람 진공관 제조사(Marconi-Osram Valve Company) 가 만든 KT66 진공관을 쓰기 시작하였다. 이런 일들은 마셜 앰프가 기타 연주자들이 금방 좋아하게 된 더 "공격적인" 사운드를 내게 하였다. 그들 중에는 젊은 시절의 에릭 클랩튼도 포함된다. 에릭 클랩튼은 짐의 가게에 눌러 앉아서 연주하기를 좋아하였다. 에릭 클랩튼이 존 메이올(John Mayall)의 밴드 블루스브레이커스(Bluesbreakers)에 합류하기를 요청받았을 당시, 에릭 클랩튼은 그의 자동차 트렁크에 실을 수 있는 마셜 콤보 앰프(트레몰로 앰프 포함)를 만들 것을 짐 마셜에게 주문하였다. 이에 가장 유명한 마셜 앰프가 탄생했는데, 이름은 "마셜 블루스브레이커" 앰프였다. 에릭 클랩튼은 이 앰프를 이용하여 블루스브레이커 밴드의 앨범 《비아노》(Beano)의 유명한 기타 톤을 냈다.
더 후의 피트 타운젠드나 존 엔트위슬 같은 기타 연주자도 초창기 짐 마셜의 고객이었다. 이들은 더 큰 볼륨을 원했다. 짐 마셜은 이들을 위해 클래식 100 와트 진공관 앰프를 제작하였다. 온전한 "스택"을 하나 만든 뒤, 이들 둘 사이의 볼륨 경쟁을 이유로, 피트 타운셴드는 더 출력이 큰 앰프를 주문하였다. 짐 마셜은 당시 두들리 크레이븐(Dudley Craven)이라는 사람을 고용하여 앰프를 만들고 있었는데, 두들리 크레이븐은 출력단의 진공관의 개수를 두 배로 늘렸고, 출력이 더 큰 파워 변압기를 사용하였으며, 여분의 출력 변압기 부품을 사용하였다. 이 앰프들 중 4개가 피트 타운셴드에게 전달되었는데, 후에 이들 앰프의 디자인은 현재 SLP100라고 불리는 앰프의 설계로 계승되었다.